# Pumpkinhead: Ashes to Ashes
Pumpkinhead: Ashes to Ashes (Brasil: Pumpkinhead de Volta das Cinzas )  é um telefilme produzindo por Estados Unidos, Grã-Bretanha e Romênia em 2006, co-escrito por  Barbara Werner e Jake West e dirigido por Jake West. 

Continuação do filme "Pumpkinhead - O Retorno" (Pumpkinhead II: Blood Wings) (1993).

## Sinopse
Depois de duas décadas sem ser evocado por um místico que está morto, um demônio tem a sua chance de voltar e fazer parte de um cruel plano de vingança. Num pequeno vilarejo do sul, um médico é acusado de vender os órgãos de seus pacientes depois de jogar os corpos em um pântano. Revoltados, os moradores do local vão atrás de uma antiga feiticeira que é capaz de trazer de volta o demônio conhecido como Pumpkinhead (Cabeça de Abóbora). Agora, ele assume a forma a partir dos restos mumificados do antigo místico que sempre o chamava e coloca em prática um plano de vingança que vai atingir a tudo e todos que cruzarem seu caminho.

## Elenco
- Doug Bradley... Doc Fraser
- Amy Manson … Jodie Hatfield
- Bradley Taylor … Ricky McCoy
- Claire Lams … Dolly Hatfield
- Rob Freeman … Sheriff Dallas Pope
- Ovidiu Niculescu … Bobby Joe Hatfield
- Peter Barnes … Papa McCoy
- Lance Henriksen … Ed Harley
- Elvin Dandel … Tristan McCoy
- Richard Durden … Old Man Hatfield
- Alin Constantinescu … Emmett Hatfield
- Razvan Oprea … Brett Hatfield
- Rudy Rosenfeld … Abner Hatfield
- Lynne Verrall … Haggis
- Calin Puia … Tommy Hatfield
- Elias Ferkin … Billy Bob Hatfield

## Recepção
O filme recebeu críticas negativas, apesar de ser um filme de baixo orçamento. Ian Jane de DVD Talk classificou 2/5 estrelas e criticou dizendo: "um filme barato e de má qualidade". a Dread Central classificou 2/5 estrelas e escreveu: "Apesar da óbvia devoção do elenco e da equipe ao original, Ashes to Ashes atinge todas as armadilhas no domínio de baixo orçamento". Virginia Heffernan, do The New York Times, chamou isso de memorável e de "coisas de saraiva". Em uma entrevista com Lance Henriksen, Lance expressou sua decepção ao filme.